# Ibanez

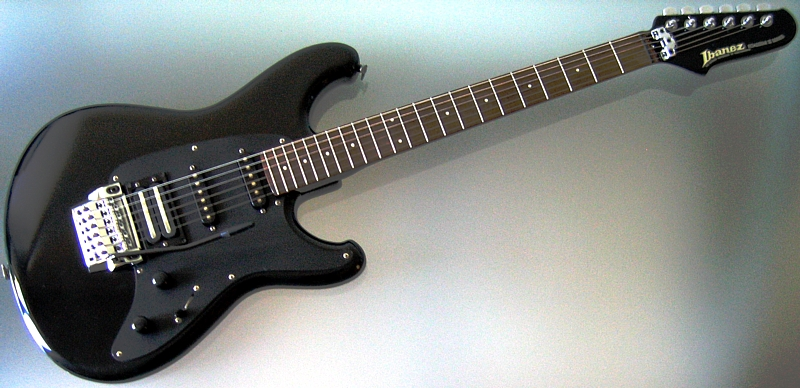
Een gitaar van Ibanez

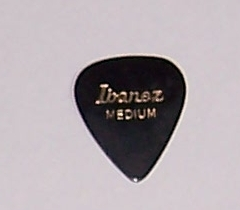
Plectrum (medium) van Ibanez

Ibanez is een Japans gitaar-, basgitaar- en effectenpedalen-merk dat behoort tot de Hoshino Gakki Group die onder andere het drummerk Tama onder zich heeft. De Hoshino Gakki Group komt uit Nagoya. Hoshino begon vanaf 1935 zelf spaanse gitaren te bouwen. In het begin nog Ibanez Salvador en later kortweg Ibanez genoemd. In de jaren zeventig maakten zij imitaties van de Fender Stratocaster en Gibson Les Paul-modellen. Deze modellen deden niet onder voor het origineel. Echter, vanwege copyrightschending werd deze productie beëindigd.
Ibanez werkte al in de jaren 80 samen met gitaarartiesten als Joe Satriani, Steve Vai en later John Petrucci.
In 1987 werkte Ibanez samen met Steve Vai aan een 7-snarige gitaar (lage b-snaar extra), de zogenaamde Universe uit de Jem-serie, die hij voor het eerst gebruikt op het album Passion and Warfare. Het succes van deze nieuwe gitaar bleef in eerste instantie achter, totdat bands als Korn en Limp Bizkit de 7-snaar gingen gebruiken voor ultra-lage ritmes. De gitaren staan bij laatst genoemde vaak nog lager gestemd, bijvoorbeeld in A,D,G,C,F,A,D (een hele toon lager). Korn heeft een eigen signature serie bij Ibanez, namelijk de 7-snarige K7 serie.
Nu is Ibanez met onder andere zijn Jem-serie (van sologitarist Steve Vai) en de JS-serie (van sologitarist Joe Satriani) een populair merk in de gitaarwereld geworden. Met Andy Timmons is de AT-serie gebouwd.
Dream Theater-gitarist John Petrucci is een voormalig merkambassadeur. Hij stapte in 2000 over naar Ernie Ball Music Man en OLP.
De RG-serie van Ibanez is de bekendste van het merk. Dit zijn allround gitaren, maar toch het best geschikt voor het wat 'ruigere' werk.
Ibanez is ook bekend om zijn hollow body-gitaren zoals de Artcore serie, met als topmodel de George Benson.

## Gitaarmodellen
- Ibanez GRG
- Ibanez RG
- Ibanez S (Saber)
- Ibanez S 540

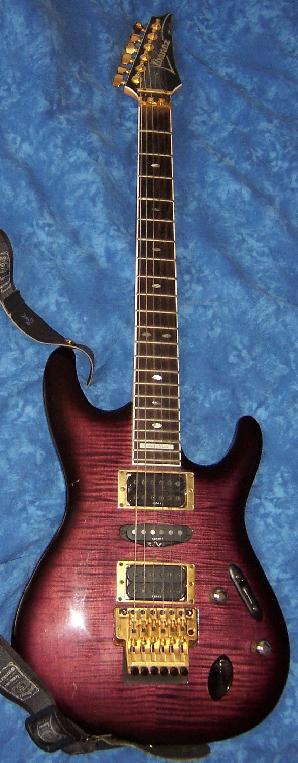
Ibanez S(aber) 540)

- Ibanez 540 power II (Alex Skolnick model Saber)
- Ibanez SA
- Ibanez GAX
- Ibanez GIO
- Ibanez GSA
- Ibanez SZ
- Ibanez AX
- Ibanez AK
- Ibanez EXR
- Ibanez JEM
- Ibanez JS
- Ibanez AW (Art Wood, handgemaakt)
- Ibanez SR(X) Basgitaar
- Ibanez SDGR 5-snarige Basgitaar
- Ibanez xf

Ibanez heeft bovenop sommige dure series ook nog de Prestige-uitvoering. Deze uitvoering is extra prijzig vanwege extra precisie en kwaliteit. Deze gitaren zijn uitgerust met nóg betere onderdelen en worden een paar keer extra nagelopen. Bij deze gitaren is ook altijd een stempelkaartje geleverd waarop te zien is dat de gitaar op verscheidene punten door het afdelingshoofd is gecontroleerd.

## Effecten

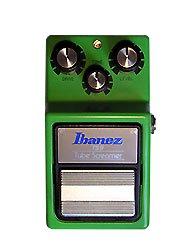
ibanez tube screamer TS9

In de jaren zeventig begon het bedrijf Nisshin Onpa effectenpedalen te ontwikkelen en te verkopen onder de naam Maxon. Hoshino Gakki begon dezelfde pedalen te verkopen onder de naam Ibanez buiten Japan. Het eerste model dat onder de naam Ibanez werd gemaakt was de TS-808 Tube Screamer. Later maakte dit bedrijf verschillende andere modellen waaronder de TS-9 Tube Screamer (de oude TS-808), FL-9 Flanger, AD-9 Analog Delay en de CS-9 Chorus. Dit waren allemaal nog analoge effecten, later is Ibanez ook digitale effecten gaan maken.
De tube screamers TS808 en TS9 overdrives zijn veruit de bekendste pedalen van Ibanez. De tubescreamer heeft een belangrijk deel van haar faam te danken aan Stevie Ray Vaughan die twee stuks TS9 en later de iets anders klinkende TS10 achter elkaar schakelde en zo een aantal verschillende scheurgeluiden uit zijn gitaarversterker "toverde". Vreemd genoeg wordt de sound van Stevie Ray Vaughan vaak toegeschreven aan de TS808 terwijl hij dat type nauwelijks gebruikte. De prijs van een originele TS808 ligt tegenwoordig ongeveer drie keer zo hoog als die van een nieuwe.
Een ander bekend pedaal van Ibanez is het WH10 wahpedaal. Dit pedaal had een uniek geluid, maar de behuizing was van plastic en daardoor schade gevoelig. Mede doordat gitarist John Frusciante het gebruikte is dit pedaal populair geworden en sinds het uit productie is genomen worden er dan ook honderden euro's voor betaald op tweedehands koopsites. In 2010 kwam Ibanez met een heruitgave van het pedaal genaamd WH10V2, dit pedaal heeft een metalen behuizing.